# Pervagor melanocephalus
Cá bò giấy đuôi đỏ (Danh pháp khoa học: Pervagor melanocephalus) hay còn gọi là cá bò giấy đầu đen là một loài cá trong họ Monacanthidae xuất xứ từ vùng biển Ấn Độ Dương-Thái Bình Dương, trong các vùng nước sâu có san hô mềm và bọt biển, nơi các loài giáp xác nhỏ đặc biệt dồi dào. Nó nhỏ hơn các loài anh em chùng chi một chút, chỉ đạt 10 cm. Nguyên nhân do khẩu phần ăn tự nhiên của nó cũng bao gồm cua, ốc, giun và động vật thân mềm cỡ nhỏ, nên nó không thích hợp với các hồ rặng san hô. Tảo cũng nằm trong khẩu phần ăn của nó và thích hợp với hồ nuôi toàn cá. 

## Cá cảnh
Chúng cũng được nuôi để làm cá cảnh, khi nuôi, dòng nước phải nhẹ và không nuôi chung với các loài rỉa đuôi. Chúng rất nhút nhát trong vài tuần đầu khi mới thả vào hồ, cần bố trí thật nhiều đá tảng cùng chỗ trú ẩn, cá chung hồ hiền lành và khẩu phần tảo/thịt ổn định hàng ngày cho phù hợp với nhu cầu của cá, tỷ lệ nuôi thành công loài này vẫn thấp.